# Pośrednia Niewcyrska Siklawa
Pośrednia Niewcyrska Siklawa (niem. Mittlerer Neftzer-Wasserfall, słow. Prostredný Nefcerský vodopád, węg. Nefcer-vízesés) – wodospad, środkowy z trzech Niewcyrskich Siklaw w słowackich Tatrach Wysokich. Znajduje się na Niewcyrskim Potoku w orograficznie lewych zboczach Doliny Koprowej.
Wszystkie trzy Niewcyrskie Siklawy znajdują się na progu, jakim dolina Niewcyrka opada do Doliny Koprowej. Jest ona rezerwatem ścisłym z zakazem wstępu. Dostępna do zwiedzania jest tylko Niżnia Niewcyrska Siklawa. Pośrednia Siklawa znajduje się powyżej Niedźwiedziej Równi i składa się z dwóch rozdzielonych baniorem części. Łącznie mają one wysokość około 45 m. Górna część wodospadu to nachylona pod kątem około 40 stopni skalna pochylnia. Z prawej orograficznie strony ograniczają ją wygładzone płyty, z lewej przewieszone ściany. Górna granica wodospadu jest umowna, nie następuje tutaj bowiem ostra zmiana kąta spływu wody, lecz stopniowe jego zwiększanie.
Woda Niewcyrskiego Potoku wypływa z Niżniego Teriańskiego Stawu w Niewcyrce. Jest spore zamieszanie i błędy w opisie i lokalizacji Niewcyrskich Siklaw. Pośrednia Niewcyrska Siklawa w Wielkiej encyklopedii tatrzańskiej W.H. Paryskiego ma nazwę Kmeťov vodopád. Taką samą jej nazwę podają także słowaccy tatrolodzy Arno Puškáš i Ivan Bohuš oraz słowackie mapy Tatr Wysokich i szereg innych publikacji. Nazwę tę wprowadził w 1911 r. Miloš Janoška w swym pierwszym słowackim przewodniku po Tatrach dla uczczenia zmarłego trzy lata wcześniej Andreja Kmeťa. Tymczasem Tatrzański Park Narodowy tabliczkę z tą nazwą postawił przy Niżniej Siklawie.
W Wielkiej encyklopedii tatrzańskiej wysokość Pośredniej Siklawy oceniona została na 20 m, a jednocześnie jest ona wymieniona jako najwyższa z Niewcyrskich Siklaw. Jest to błędna informacja. Podobnie błędne jest ocenianie jej wysokości na ok. 80 m. Również w słowackim czasopiśmie „Tatry” (lipiec 2006 r.) opis Niewcyrskich Siklaw jest całkowicie błędny. Władysław Cywiński pisał: Autorka jeżdżąc palcem po mapie, udowodniła, że w życiu nie była w Niewcyrce. Władysław Cywiński wodospady te na miejscu dokładnie zbadał. Stwierdził, że najwyższa i najpotężniejsza jest Niżnia Niewcyrska Siklawa mająca około 60 m wysokości. Wyżnia ma wysokość około 30 m.